# Canton de Baugy
Le canton de Baugy est une ancienne division administrative française située dans le département du Cher.

## Géographie
Ce canton était organisé autour de Baugy dans l'arrondissement de Bourges. Son altitude variait de 132 m (Moulins-sur-Yèvre) à 263 m (Gron) pour une altitude moyenne de 187 m.

## Représentation

### Conseillers généraux de 1833 à 2015
| Période | Période      | Identité                                                  | Étiquette                     | Qualité |
| ------- | ------------ | --------------------------------------------------------- | ----------------------------- | --- |
| 1833    | 1848         | Louis Michel de Bourges                                   | Gauche dynastique             | Avocat à la Cour royale de Bourges Député (1837-1839 et 1849-1851) Elu en 1848 dans le Canton de Bourges                |
| 1848    | 1852         | Auguste Bézard                                            |                               | Avocat à Bourges |
| 1852    | 1871         | Comte puis Marquis Louis-Armand-Alexandre Cœuret de Nesle | Centre droit                  | Ancien militaire, propriétaire Député (1856-1870) Maire de Savigny-en-Septaine                                          |
| 1871    | 1899 (décès) | Camille Rousseau (1834-1899)                              | Droite                        | Propriétaire-agriculteur Maire de Farges-en-Septaine Président du Syndicat des agriculteurs du Cher                     |
| 1899    | 1925         | Pierre Dubois de la Sablonnière                           | Républicain Conservateur      | Docteur en droit et avocat à Bourges Conseiller municipal de Bourges puis maire de Baugy (1893-1924) Député (1919-1924) |
| 1925    | 1929 (décès) | Auguste Pillet                                            | Rad.                          | Maire de Farges-en-Septaine                                                                                             |
| 1929    | 1940         | Alfred Poirier                                            | Rad.                          | Propriétaire agriculteur Maire de Gron, conseiller d'arrondissement                                                     |
|         |              |                                                           |                               | |
| 1945    | 1949         | Alfred Poirier                                            | Rad-RGR                       | Maire de Gron |
| 1949    | 1973         | Maurice Cherrier                                          | RPF puis RS puis UNR puis UDR | Agent d'assurances Maire de Bengy-sur-Craon Suppléant du député Ferdinand Roques (1958-1968)                            |
| 1973    | 2004         | Michel Renoux                                             | DVD                           | Docteur vétérinaire, maire de Baugy                                                                                     |
| 2004    | 2015         | Pascal Méreau                                             | PS                            | Professeur des écoles Maire de Villequiers Vice-Président du Conseil Général                                            |

### Conseillers d'arrondissement (de 1833 à 1940)
| Période                                  | Période          | Identité                        | Étiquette                | Qualité |
| ---------------------------------------- | ---------------- | ------------------------------- | ------------------------ | --- |
| 1833                                     | 1836             | M. Cottereau                    |                          | Propriétaire à Bourges                                                                                      |
| 1836                                     | 1852             | M. Besnard-Dubuisson            |                          | Maire de Baugy                                                                                              |
| 1852                                     |                  | Baron Louis Sallé               |                          | Conseiller à la Cour Impériale de Bourges                                                                   |
|                                          |                  |                                 |                          | |
| 1898                                     | 1899 (démission) | Pierre Dubois de la Sablonnière | Républicain Conservateur | Docteur en droit et avocat à Bourges Conseiller municipal de Bourges puis maire de Baugy (1893-1924)        |
| février 1900                             | 1904             | Émile Pellerin                  | Républicain progressiste | Agent d'assurances, agriculteur, maire de Bengy                                                             |
| 1904                                     | 1919             | Henri Nourrisset                | Radical                  | Ancien maire de Baugy                                                                                       |
| 1919                                     | 1922             | A. de L'Espinay                 | Conservateur             | Maire de Villequiers                                                                                        |
| 1922                                     | 1928             | Auguste Pillet                  | Radical                  | Maire de Farges-en-Septaine                                                                                 |
| 1928                                     | 1929             | Alfred Poirier                  | Radical                  | Maire de Gron                                                                                               |
| 1929                                     | 1940             | Étienne Rapin                   |                          | Maire de Jussy-Champagne                                                                                    |
| 1940                                     |                  |                                 |                          | Les conseils d'arrondissement ont été suspendus par la loi du 12 octobre 1940 et n'ont jamais été réactivés |
| Les données manquantes sont à compléter. |                  |                                 |                          | |

## Composition
Le canton de Baugy regroupait dix-sept communes et comptait 9 410 habitants (recensement de 1999 sans doubles comptes).
| Communes            | Population (2012) | Code postal | Code Insee |
| ------------------- | ----------------- | ----------- | ---------- |
| Avord               | 2 334             | 18520       | 18018      |
| Baugy               | 1 146             | 18800       | 18023      |
| Bengy-sur-Craon     | 609               | 18520       | 18027      |
| Chassy              | 229               | 18800       | 18056      |
| Crosses             | 304               | 18340       | 18081      |
| Farges-en-Septaine  | 737               | 18800       | 18092      |
| Gron                | 426               | 18800       | 18105      |
| Jussy-Champagne     | 265               | 18130       | 18119      |
| Laverdines          | 43                | 18800       | 18123      |
| Moulins-sur-Yèvre   | 466               | 18390       | 18158      |
| Nohant-en-Goût      | 429               | 18390       | 18166      |
| Osmoy               | 288               | 18390       | 18174      |
| Saligny-le-Vif      | 157               | 18800       | 18239      |
| Savigny-en-Septaine | 622               | 18390       | 18247      |
| Villabon            | 463               | 18800       | 18282      |
| Villequiers         | 446               | 18800       | 18286      |
| Vornay              | 446               | 18130       | 18289      |

## Démographie
| 1962  | 1968  | 1975  | 1982  | 1990  | 1999  | 2006   | 2011   | 2012   |
| ----- | ----- | ----- | ----- | ----- | ----- | ------ | ------ | ------ |
| 9 026 | 8 956 | 8 672 | 8 757 | 8 809 | 9 410 | 10 359 | 11 446 | 11 526 |